# Alfredo Poropat
Alfredo (Fredi) Poropat, hrvatski glazbenik iz Pule. Svirao s Gori Ussi Winnetou (tambura, bubnjevi) na 10 nosača zvuka i Gustafima na albumu Tutofato. Aktivan od 1990-ih. Svirao još u Noli i R.I.P.-u. Član 1998. osnovana Trija Deboto, sastava: Arsen Pliško, Davor Milovan Billy i Alfredo Poropat. Sastav se razišao i Poropat je poput ostalih članova bio aktivan kao glazbenik u mnogim drugim bendovima. Jeseni 2014. sastav se ponovo okupio pod vodstvom Arsena Pliška, ali bez Poropata.